# Palmétum
No confundir con Palmar, Palmeral

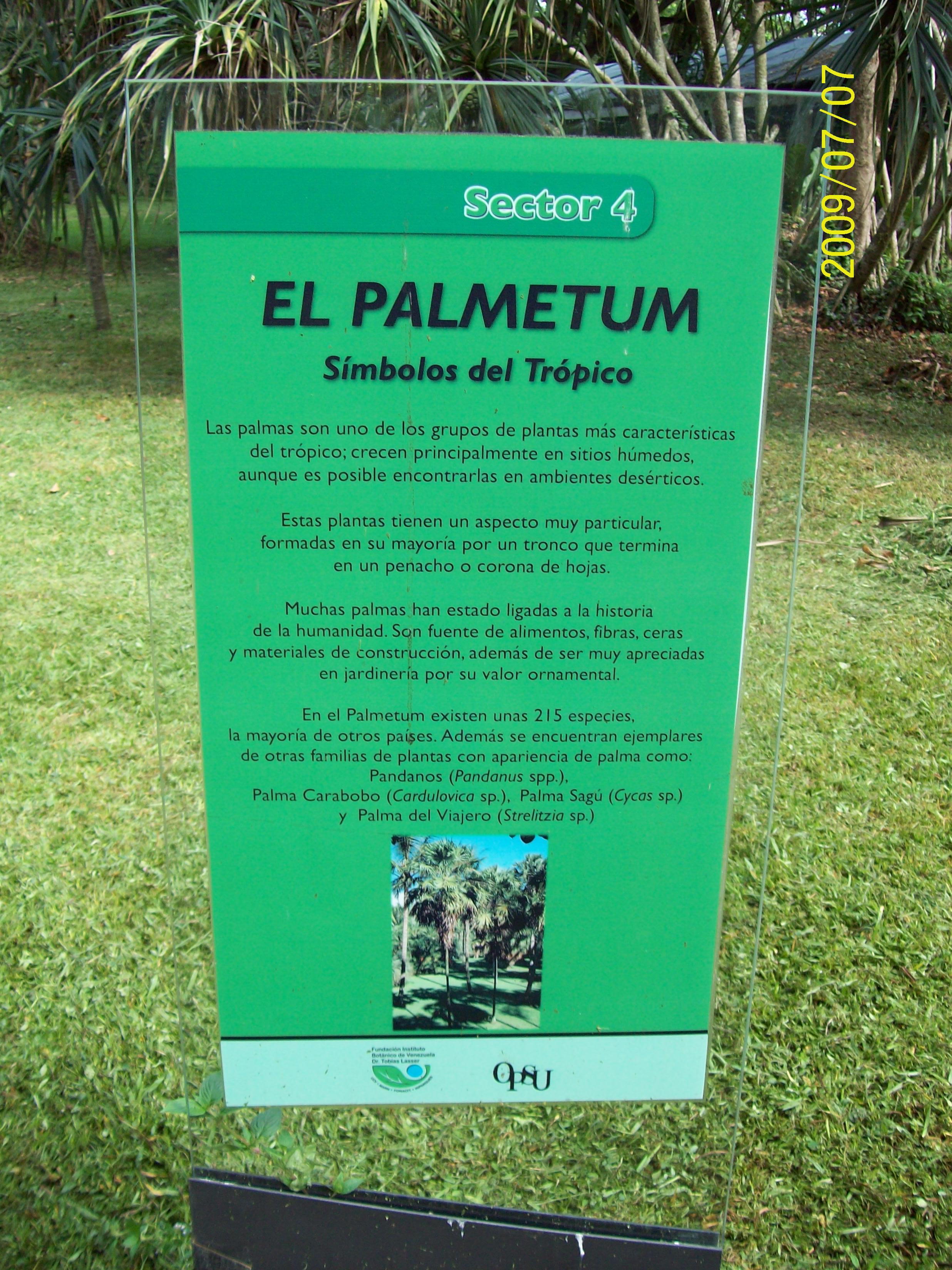
Aviso del Palmétum en el Jardín Botánico de Caracas.

Un Palmétum (o palmeto) es un jardín botánico o una zona dentro de un jardín botánico destinada al cultivo, investigación, conservación y exposición al público de especies de Palmeras. En cambio una agrupación de palmeras en estado natural es llamada palmeral o palmar (como es el caso del Morichal).
Las palmeras pertenecen a una única familia, llamada Arecaceae o Palmae, que contienen unas 2400 especies, sin embargo las colecciones más completas del mundo no superan las 700 especies.

## Historia
Los Palmetum como colecciones de palmeras tienen su inicio en los jardines botánicos tropicales coloniales del siglo XVIII y siglo XIX, donde se agrupaban las palmeras como una colección de plantas más, tal como en el Jardín Botánico de Buitenzorg (Java), Real Jardín Botánico de Peradeniya (Sri Lanka). Después esta práctica se ha extendido y generalizado en otros jardines botánicos donde se encuentran grandes Palmetum junto con otras colecciones de plantas.

## Lugares
Hoy entre otros, encontramos importantes colecciones de palmeras en el Jardín botánico de la Universidad Central de Venezuela; el Jardín Botánico Francisco Javier Clavijero, en México; el Jardín Botánico Nacional de Cuba, en La Habana, Cuba; el Palmetum de Santa Cruz de Tenerife, en las Islas Canarias; el Montgomery Botanical Center, y el Fairchild Tropical Botanic Garden, ambos en Florida; el Lyon Arboretum en Honolulu; y el Palmetum Kubota, en Japón.
- Datos: Q2048197
- Multimedia: Palmeta / Q2048197